# Pierre Urraca de la Sainte Trinité
Pierre Urraca de la Sainte Trinité (Jadraque, 1583 - Lima, 7 août 1657) est un mercédaire espagnol reconnu vénérable par l'Église catholique.

## Biographie
Il naît en 1583 à Jadraque dans une famille noble. Un de ses frères entre chez les franciscains et part dans le Nouveau Monde ; il obtient de ses parents que Pierre le rejoigne ; ce dernier termine ses études en fréquentant le collège des jésuites de Quito. Le 2 février 1604, à l'âge de 21 ans, il entre au couvent des mercédaires de Quito et prend le nom de Pierre de la sainte Trinité. Il fait sa profession religieuse un an après, puis il est nommé au couvent de Lima où il ordonné prêtre en 1610. Il se consacre alors à la prédication et à l'évangélisation des pauvres mais aussi à mendier pour accomplir le quatrième vœu de son ordre, qui est le rachat des esclaves, qui existent encore en Afrique du Nord mais aussi en Amérique latine.
Le vice-roi du Pérou Francisco de Borja y Aragón l'admire pour sa vie et lorsqu'il retourne en Espagne en 1621, il obtient de l'avoir comme aumônier. En 1627, le Père Pierre repart à Lima et se consacre surtout à la confession. Il est frappé par une forme très grave de paralysie mais garde, malgré tout, une joie intérieure et continue son apostolat en devenant directeur spirituel de nombreuses personnes. Il meurt à Lima le 7 août 1657.

## Culte
Sa réputation de sainteté est telle que les autorités civiles, l'archevêque de Lima et le chapitre de la cathédrale participent à ses obsèques, et qu'il faut changer deux fois son habit car les fidèles le coupent en morceaux pour en faire des reliques. Le procès de béatification commence à Lima en 1671 mais il est suspendu en raison d'événements historiques[Lesquels ?]. Il reprend à Rome en 1952 et Pierre est déclaré vénérable le 31 janvier 1981 par Jean-Paul II. Son corps repose dans la basilique Notre Dame de la Merced de Lima.